# Volodymyr Malanczuk
Volodymyr Malanczuk CSsR (ukrainisch Володимир Маланчук; * 20. August 1904 in Bazar (bei Tschortkiw) Österreich-Ungarn; † 29. September 1990 in Kanada), auch Wladimir Malanczuk, war der erste Apostolische Exarch der Ukrainischen griechisch-katholischen Kirche für Frankreich, Belgien, Luxemburg, die Niederlande und die Schweiz, sein Amtssitz ist in Paris.

## Leben
Volodymyr Malanczuk trat in die Ordensgemeinschaft der Redemptoristen ein und wurde am 26. April 1931 zum Ordenspriester geweiht. Papst Johannes XXII. ernannte, den damaligen Provinzial in Kanada, am 22. Juli 1960 zum ersten Exarch des neu gegründeten Apostolischen Exarchats von Frankreich. Gleichzeitig erhielt er die Ernennung zum Titularbischof von Epiphania in Syria.
Am 19. Februar 1961 weihten ihn Erzbischof Maxim Hermaniuk CSsR von Winnipeg und die Mitkonsekratoren Erzbischof Ambrozij Andrew Senyshyn OSBM von Stamford (USA) und Bischof Isidore Borecky von Toronto zum Bischof. Als Exarch von Frankreich assistierte er als Mitkonsekrator bei Andrés Sapelak SDB zum Titularbischof von Sebastopolis in Thracia und Weihbischof in Argentinien und Miroslaw Marusyn zum Titularbischof von Cadi als Kurienerzbischof. Bischof Malanczuk war Teilnehmer an den vier Sitzungsperioden des Zweiten Vatikanischen Konzils (1962–1965).
Am 27. November 1982 nahm Papst Johannes Paul II. seinen altersgemäßen Rücktritt an, sein Nachfolger wurde Michel Hrynchyshyn. Bischof Malanczuk kehrte nach seiner Emeritierung nach Kanada zurück und verstarb am 29. September 1990 in einem Kloster der Redemptoristen.